# Font Estramar
Font Estramar is een van de diepste resurgenties in Europa en gelegen in het Franse Salses-le-Château. De grot is een belangrijke bron met een gemiddeld debiet van 2,11 m³/s en is volledig met water gevuld. De exploratie kan uitsluitend door duikers geschieden. De Franse sifonduiker Xavier Meniscus vestigde er in december 2019 een nieuw wereldrecord door naar de diepte van -286 m te duiken tijdens een 11 uur durende duik.
Font Estramar is gelegen in de buurt van Perpignan. De grot is 312 meter diep en heeft een lengte van 2900 meter.

## Incidenten
Deze grot heeft aan verschillende duikers het leven gekost. De Belgische duiker Marc Sluszny kwam om het leven in juni 2018 nadat hij samen met een bevriende duiker was afgedaald in de grot. Bij de zoektocht naar Sluszny verdronk nog een duiker. Twee maanden nadat Sluszny overleden was, heeft een duiker die anoniem wenste te blijven Sluszny uit de grot gehaald.